# Partido judicial de Sanlúcar la Mayor
El partido judicial de Sanlúcar la Mayor es uno de los 85 partidos judiciales en los que se divide la comunidad autónoma de Andalucía y creado por Real Decreto en 1983, como número tres de los quince en que se divide la provincia de Sevilla, en España.

## Ámbito geográfico

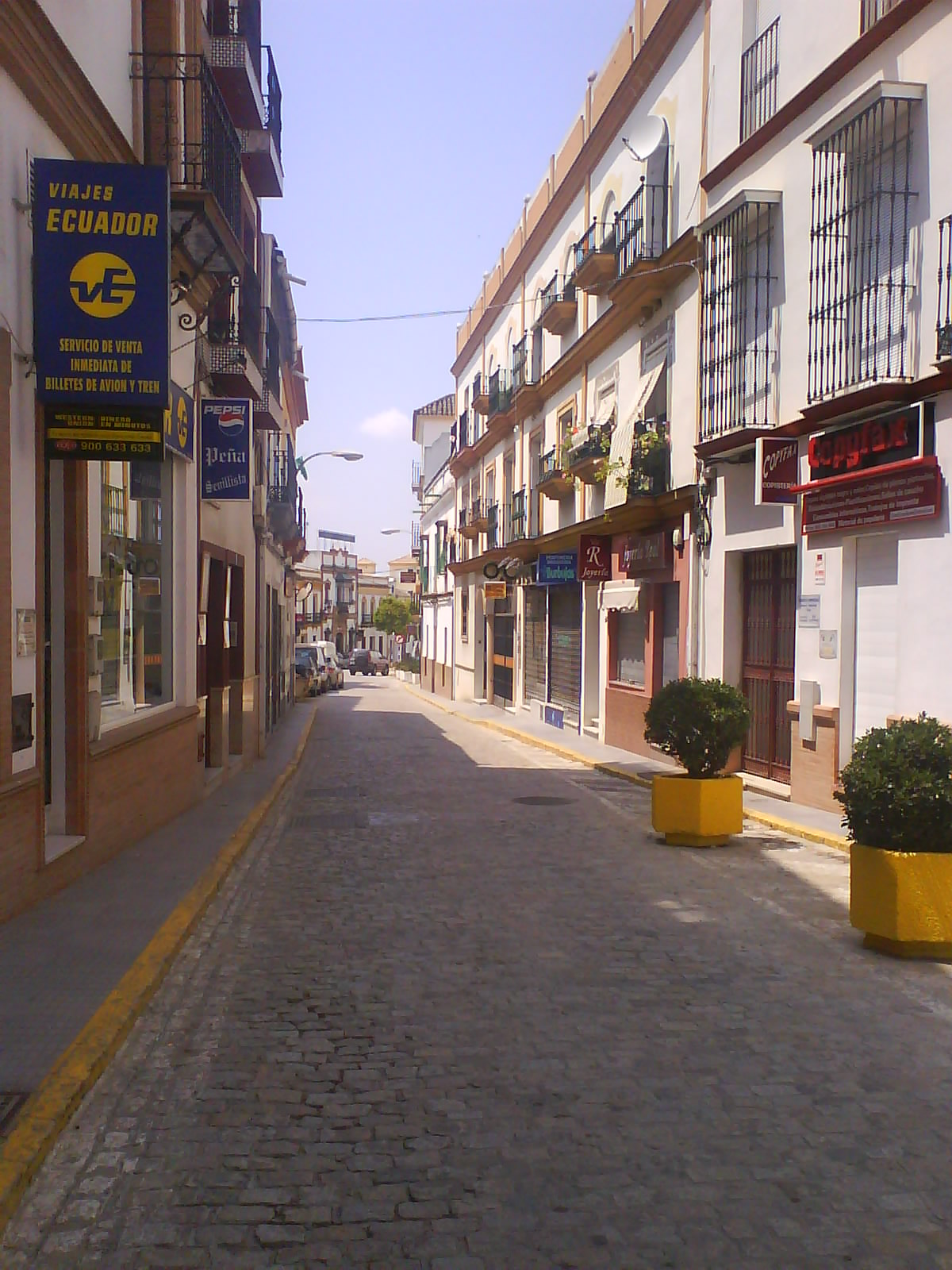
Calle Real en Sanlúcar la Mayor.

| Partido Judicial | Capital de partido | Municipios que comprende |
| ---------------- | ------------------ | --- |
| 3                | Sanlúcar la Mayor  | Albaida del Aljarafe, Aznalcázar, Aznalcóllar, Benacazón, Bollullos de la Mitación, Carrión de los Céspedes, Castilleja del Campo, Espartinas, Huévar del Aljarafe, Olivares, Pilas, Salteras, Sanlúcar la Mayor, Umbrete, Villamanrique de la Condesa y Villanueva del Ariscal. |